# Marcus Paus
Marcus Nicolay Paus (14 oktober 1979) is een Noorse componist en een van de meest uitgevoerde hedendaagse Noorse componisten. Hij wordt genoteerd als een vertegenwoordiger van een heroriëntatie in de richting van de traditie, tonaliteit en melodie, en zijn werken werden geprezen door critici in Noorwegen en in het buitenland.

## Composities

### Werken voor orkest
- Concerto for Timpani and Orchestra (2015)
- Hate Songs for Mezzosoprano & Orchestra (2013–14)
- Music for Orchestra (2012)
- A Portrait of Zhou (Concertino for Flute & Orchestra) (2012)
- Triple Concerto for Violin, Viola & Orchestra (2011)
- Two Lyrical Pieces (2007)
- Ave Mozart! (2006)

### Koorwerken
- And Now Abide (2012)
- The Stolen Child (2009)
- Missa Concertante (2008)
- The Dome & the River (2006)

### Kamermuziekwerken
- Requiem (2014)
- String Quartet no. 4 ‘Ashes’ (2013)
- Sonata for Cello & Piano (2009)
- String Quartet no.3 (2006)
- Trio for Clarinet, Violin & Piano (2006)
- Lasuliansko Horo for Violin & Piano (2004)

### Solowerken
- Trauermusik for Solo Cello (2012)
- 4 Memento Mori for Solo Piano (2012)
- The Ladies on the Bridge for Solo Violin (2010)

### Opera
- Eli Sjursdotter (2013-14)
- Læreren som ikke ble (The Teacher Who Was Not To Be) (2013)
- The Ash-Lad – by Pål (Askeladden – Påls versjon) (2010–11)
- Heksene (The Witches) (2007–08)

### Filmmuziek
- UMEÅ4ever (2011)
- Upperdog (2009)

- Bibsys: 3058740
- Biblioteca Nacional de España: XX6124874
- Bibliothèque nationale de France: cb17945384d (data)
- Gemeinsame Normdatei: 1061834743
- International Standard Name Identifier: 0000 0003 8316 8177
- Library of Congress Control Number: no2004060134
- MusicBrainz: 919d4826-c66a-4708-8809-49387a37ebac
- Virtual International Authority File: 268112134
- WorldCat: E39PBJhmR47VXqDB9kRmTCfXh3